# ABC-revyen
ABC-Revyerne (eller blot ABC-Revyen) er en række revyer, specielt i 1950'erne, på ABC Teatret i København. Stig Lommer var bagmanden bag revyerne.
Blandt de kendte numre er Kjeld Petersen og Dirch Passers "Tømmerflåden" fra revyen i 1955.

## ABC Revyen1949

### Titel: ABC-Revyen på Montmartre
- Medvirkende:

Erika Voigt, Carl Fischer, Bodil Steen, Svend Asmussen, Eva Wolter, Stig Lommer, Helge Kjærulff-Schmidt

### Titel: Den er helgarderet
Medvirkende: Osvald Helmuth, Bodil Steen, Preben Mahrt, Svend Asmussen, Ulrik Neumann og Erik Frederiksen

## ABC Revyerne1950

### Titel: Forargelsens vershus
Medvirkende: Osvald Helmuth, Kjeld Petersen, Ove Sprogøe, Tove Maës, Sigrid Horne Rasmussen m.fl.

### Titel: Forargelsens sommerhus
Medvirkende: Osvald Helmuth, Kjeld Petersen, Bodil Udsen, Peter Kitter, Ove Sprogøe (Blev senere afløst af Dirch Passer) m.fl.

## ABC Revyerne1951

### Titel: Så går karrusellen
Medvirkende: Dirch Passer, Ove Sprogøe, Sigrid Horne Rasmussen, Birgitte Reimer, Preben Mahrt m.fl.

### Titel: Har vi det ikke dejligt?
Medvirkende: Osvald Helmuth, Dirch Passer, Kjeld Petersen, Sigrid Horne Rasmussen, Preben Mahrt m.fl.

## ABC Revyerne1952

### Titel: ABCDecameron
Medvirkende: Dirch Passer, Sigrid Horne-Rasmussen, Ulrik Neumann, Ove Sprogøe, Helle Virkner, Jytte Ibsen, Erik Frederiksen, Max Leth og Sten Meurk
Instruktør: Stig Lommer

### Titel: Mestersangeren i Revyenberg
Medvirkende: Osvald Helmuth, Poul Bundgaard, Paul Hagen, Kate Mundt m.fl.

### Titel: Slap af
Medvirkende: Dirch Passer, Poul Bundgaard, Karl Stegger, Sigrid Horne Rasmussen, Grethe Holmer, Inge Østergaard m.fl.

## ABC Revyen1953

### Titel: Knojern, Konjak og Kærlighed
Medvirkende: Marguerite Viby, Grethe Thordahl, Ulrik Neumann, Svend Asmussen, Karl Stegger m.fl.

## ABC Revyerne1954

### Titel: Evergreens
Medvirkende: Helge Kjærulff-Schmidt, Svend Asmussen, Preben Mahrt m.fl. (Senere i revyen: Dirch Passer, Ove Sprogøe, Marguerite Viby og Helle Virkner)

### Titel: Juleknas
Medvirkende: Dirch Passer, Kjeld Petersen, Sigrid Horne Rasmussen, Ulrik Neumann m.fl.

## ABC Revyerne 1955

### Titel: Det lille A.B.C. hus
Medvirkende: Marianne Flor, Kjeld Petersen, Dirch Passer, Henrik Wiehe, Aase Werrild, Lily Broberg, Sigrid Horne-Rasmussen, Tao Michaëlis
Direktør og Instruktør: Stig Lommer

### Titel: A.B.C revyen 55´
Medvirkende: Dirch Passer, Kjeld Petersen, Ulrik Neumann, Jessie Rindom m.fl.

## ABC Revyerne 1956

### Titel: ABC for viderekomne
Medvirkende: Dirch Passer, Kjeld Petersen, Bjørn Puggaard-Müller, Mimi Heinrich m.fl.

### Titel: Knaldperler
Medvirkende: Kjeld Petersen, Dirch Passer og Bjørn Puggaard-Müller

### Titel: Saad´n sat
(Findes som film)
Medvirkende: Bodil Udsen, Paul Hagen, Ulrik Neumann, Svend Asmussen, Clara Østø, Lily Broberg,
Jytte Elga Olga, Henrik Wiehe og Stig Lommer

## ABC Revyerne 1957

### Titel: På slap line
Medvirkende: Dirch Passer, Kjeld Petersen, Sigrid Horne Rasmussen, Lone Hertz, Clara Østø m.fl.

### Titel: Ska´ vi sofa eller hva´ eller...
Medvirkende: Kjeld Petersen, Dirch Passer, Henry Nielsen, Lone Hertz og Sigrid Horne Rasmussen

### Titel: Carmen Jensen
Medvirkende: Dirch Passer, Kjeld Petersen, Paul Hagen, Lone Hertz, Jytte Abildstrøm, Malene Schwartz, Sigrid Horne Rasmussen og Clara Østø. Desuden medvirkede "Four Jacks" aka. Otto Brandenburg, John Mogensen, Poul Rudi og Bent Werther

## ABC Revyerne 1958

### Titel: Spræl, sprællemand, spræl
Medvirkende: Kjeld Petersen, Dirch Passer, Preben Kaas, Jørgen Ryg, Judy Gringer, Lone Hertz m.fl.

### Titel: Sjov, sjovere, sjovest
Medvirkende: Dirch Passer, Kjeld Petersen, Bodil Udsen, Osvald Helmuth og Birgitte Reimer

## ABC Revyen1960

### Titel: Mit søde liv
Medvirkende: Dirch Passer, Ove Sprogøe, Paul Hagen, Lily Broberg, Judy Gringer m.fl. (Med senere i revyen) Kjeld Petersen

## ABC Revyerne1961

### Titel: 3 timers latter
Medvirkende: Dirch Passer, Preben Kaas, Jørgen Ryg, Paul Hagen, Lily Broberg, Arthur Jensen m.fl. 

### Titel: Værs'go og skyl
Medvirkende: Dirch Passer, Preben Kaas, Jørgen Ryg, Hans W. Petersen, Sigrid Horne Rasmussen, Poul Müller m.fl.

### Titel: Værs'go og skyl. Anden skylle.
Medvirkende: Preben Kaas, Jørgen Ryg, Paul Hagen, Lily Broberg, Arthur Jensen, Lone Hertz, Henrik Wiehe, Judy Gringer og Marchen Passer

### Titel: Sidste skylle. Nu er fanden løs på ABC
Medvirkende: Dirch Passer (Blev dubleret af Louis Miehe-Renard og Stig Lommer, under sygdom), Kjeld Petersen, Preben Kaas, Jørgen Ryg, Lily Broberg m.fl.

## ABC Revyerne1962

### Titel: I al fjendskabelighed
Medvirkende: Preben Kaas, Jørgen Ryg, Ebbe Rode, Kirsten Walther m.fl. 
(Findes som film)

### Titel: Lige i øjet
Medvirkende: Preben Kaas, Jørgen Ryg, Louis Miehe-Renard, Kirsten Walther m.fl.

### Titel: Holder De af Brams, Passer og Petersen
Medvirkende: Kjeld Petersen, Dirch Passer og Ingeborg Brams.
Denne revy blev kun spillet en gang, da Kjeld Petersen døde i sit hjem af en hjertelammelse på premiereaftenen.

## ABC Revyen 1963

### Titel: A.B.C Revy
(Findes som film)
Medvirkende: Preben Kaas, Jørgen Ryg, Stig Lommer, Judy Gringer, Kirsten Walther, Helle Hertz, Paul Hagen, Morten Grunwald, Preben Hækkerup, Else Oxbøl, Preben Oxbøl, Lily Broberg og Mats Bahr

## ABC Revyen1964

### Titel: Hvordan man bliver til grin uden selv at
Medvirkende: Preben Kaas, Jørgen Ryg, Daimi Gentle, Kirsten Walther, Elsebet Knudsen, Birger Jensen m.fl.

## ABC Revyerne1965

### Titel: Bare for sjov
Medvirkende: Preben Kaas, Jørgen Ryg, Bodil Udsen, Kirsten Walther, Ole Monty, Birger Jensen m.fl.

### Titel: Goodbye to all that
Medvirkende: Preben Kaas, Jørgen Ryg, Bodil Udsen, Daimi Gentle, Kirsten Walther, Birger Jensen m.fl.

## ABC Revyerne1966

### Titel: Midt i en pornotid
Medvirkende: Preben Kaas, Jørgen Ryg, Ulf Pilgaard, Daimi Gentle, Morten Grunwald, Kirsten Walther m.fl.

### Titel: Forny dem for helved'
Medvirkende: Preben Kaas, Jørgen Ryg, Ulf Pilgaard, Daimi Gentle, Birger Jensen og Anne Mari Lie

### Titel: Hold dem fast - eller jeg en greve
Medvirkende: Preben Kaas, Ulf Pilgaard, Daimi Gentle, Birger Jensen, Klaus Pagh m.fl.

## ABC Revyerne1967

### Titel: Hvad en seng kan bruges til
Medvirkende: Preben Kaas, Paul Hagen, Ulf Pilgaard, Daimi Gentle, Kirsten Walther m.fl.

### Titel: Gris på gaflen
Medvirkende: Willy Rathnov, Paul Hüttel, Jonna Hjerl, Ulla Pia, Søren Strømberg, Claus Nissen, Sisse Reingaard m.fl.

## ABC Revyen1972

### Titel: Dragørrevyen på ABC
Medvirkende: Jørgen Ryg, Daimi Gentle, Sigrid Horne Rasmussen, Otto Brandenburg, Birger Jensen, Beatrice Palner og Viggo Hansen

## ABC Revyen1976

### Titel: Vi er jo alle sammen mennesker
Medvirkende: Jess Ingerslev, Judy Gringer, Claus Nissen, Jesper Christensen, Vigga Bro, Poul Thomsen m.fl.